# Indische Badmintonmeisterschaft 1989/90
Die Indische Badmintonmeisterschaft der Saison 1989/1990 fand Anfang 1990 in Neu-Delhi statt. Es war die 54. Austragung der nationalen Titelkämpfe im Badminton in Indien.

## Finalergebnisse
| Disziplin    | Sieger                        | Finalist                             | Ergebnis   |
| ------------ | ----------------------------- | ------------------------------------ | ---------- |
| Herreneinzel | Vimal Kumar                   | Praveen Kumar                        | 15-8, 15-5 |
| Dameneinzel  | Madhumita Bisht               | Seema Bhandari                       |            |
| Herrendoppel | Partho Ganguli Vikram Singh   | Rajeev Bagga Sanjay Mishra           |            |
| Damendoppel  | Madhumita Bisht Ami Ghia      | Manjusha Pawangadkar Deepti Thanekar |            |
| Mixed        | Harjeet Singh Madhumita Bisht | Anirudh Rao G. Vijaya                |            |